# مرج الزهور، ادلب
مرج الزهور (به عربی: مرج الزهور) یک روستا در سوریه است که در ناحیه مرکزی جسر الشغور واقع شده‌است. مرج الزهور ۱٬۶۶۷ نفر جمعیت دارد.